# 나오에쓰시
나오에쓰시(일본어: 直江津市)는 호쿠리쿠 지방의 중부 니가타현 서부 (조에쓰 지방)에 있던 시이다. 현재는 조에쓰시 북부에 해당한다.
율령 시대에는 에치고국의 국부와 고치국분사(五智国分寺)가 있었다. 신란이 유배된 곳이자 모리 오가이의 『산쇼다이오(山椒大夫)』의 무대로도 유명하다.

## 역사

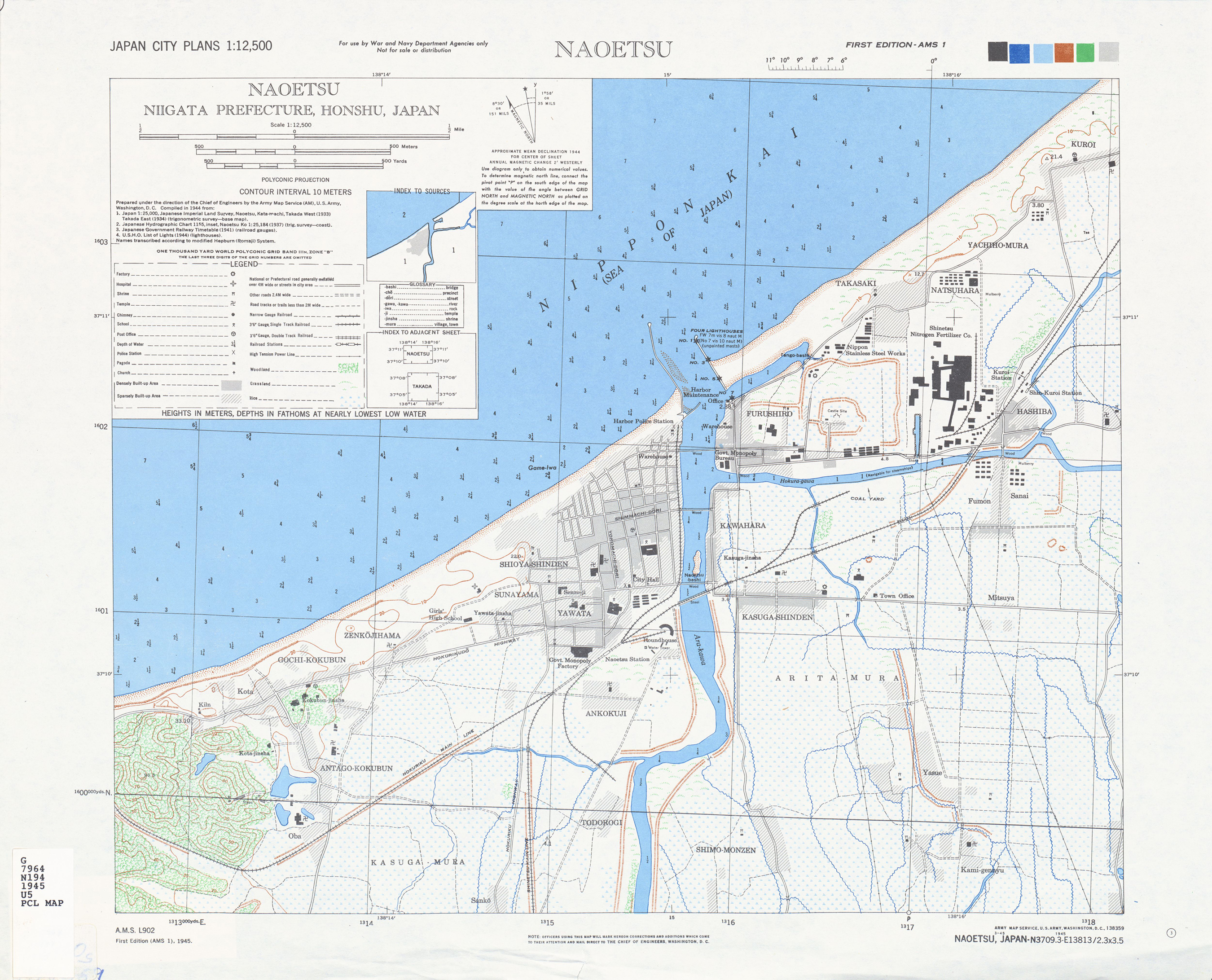
미국 육군지도국에 의한 니가타현 나오에쓰시 지도, 1945년판。

- 706년 - 에치고국의 국부가 설치되었다.
- 1889년 4월 1일 - 정촌제 시행에 의해 나카쿠비키군 나오에쓰정이 성립하였다.
- 1954년 6월 1일 - 아리타촌, 야치호촌, 호쿠라촌, 스와촌의 구역의 일부가 편입하여, 당일 시로 승격해 나오에쓰시가 되었다.
- 1971년 4월 29일 - 다카다시와 합병해 조에쓰시가 성립하였다.

## 교통

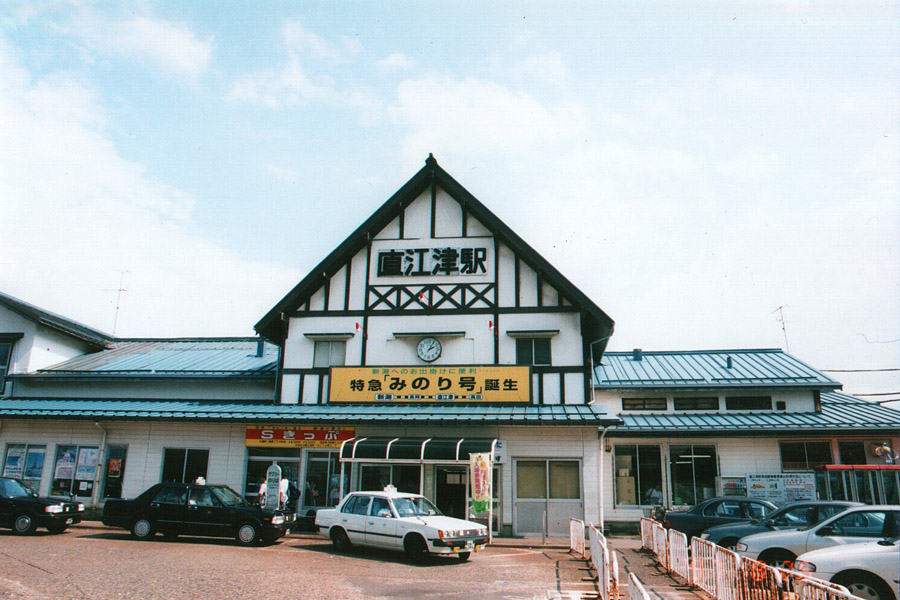
1940년에 완성된 나오에쓰 역사

### 항구
- 나오에쓰항

### 철도
- 일본국유철도
  - 신에쓰 본선
  - 호쿠리쿠 본선

## 참고문헌
- 『市町村名変遷辞典』東京堂出版、1990年。